# デーブ・ニルソン
デーブ・ニルソン（英語: Dave Nilsson, 本名：デビッド・ウェイン・ニルソン（David Wayne Nilsson , 1969年12月14日 - ）は、オーストラリア連邦クイーンズランド州ブリスベン出身の元プロ野球選手（捕手、外野手）、指導者。
2000年にNPBの中日ドラゴンズに在籍した。中日時代の登録名はオーストラリア特有のイヌにちなんで「ディンゴ」だった。

## 経歴
1987年1月28日にミルウォーキー・ブルワーズと契約した。オーストラリアのケドロン高等学校からのドラフト外入団であった。ブルワーズ傘下のマイナーリーグ球団でプレーしていた1989年には、クイーンズランド・ラムズの一員として、ゴールドコーストでキャンプを行っていた中日ドラゴンズとの練習試合に3番・DHで出場、4打数1安打1打点を記録、チームも4対3で勝利した。
1992年5月18日にメジャーデビューを果たした。1994年から1999年まで6年連続で2桁本塁打を記録した。主な守備位置は捕手であるが、1995年には58試合、1996年は61試合、1997年は22試合、1998年は37試合で外野手として起用されており、また一塁手や三塁手もこなせるという触れ込みだった。

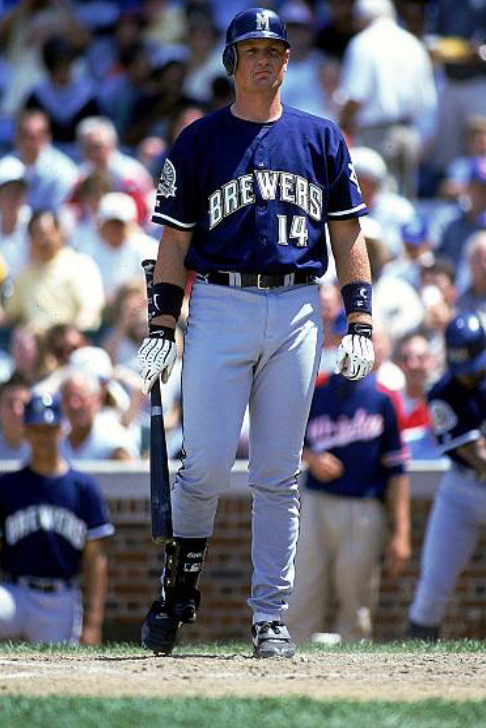
ミルウォーキー・ブルワーズ時代

1999年シーズンの推定年俸は約570万ドル（当時の為替レートで約5億9000万円）。同年はシーズン途中でニューヨーク・メッツからブルワーズに加入した野茂英雄ともバッテリーを組んだ。同年は115試合に出場し、それぞれ自己最多となる打率.309、21本塁打を記録した。同年までのMLBにおける通算成績は実働期間8年、837試合出場、2779打数、789安打、打率.284、105本塁打、470打点。翌2000年は母国のオーストラリアでシドニーオリンピックが開催されることから、ニルソンは同五輪への参加を希望したが、当時はMLB球団に所属している選手は五輪に参加できなかったため、2000年シーズンのMLBでのプレーを断念し、シーズンオフにフリーエージェント (FA) となった。また同年はオーストラリア出身の選手として初めてMLBオールスターゲームに出場した。さらに同年11月にはオーストラリア代表選手としてIBAFインターコンチネンタルカップに出場し、オーストラリア代表の国際大会初優勝に貢献、MVPを獲得した。
2000年1月17日、中日と1年契約を結んだ。同月7日から中日の北谷春季キャンプに合流した。推定年俸は200万ドルで、当時の為替レートでは約3億1500万円と報じられていたが、実際には約2億1000万円の契約だったと報じられている。背番号は44、登録名はディンゴ。オーストラリア出身のMLB選手がNPB球団に入団することは初であった。また、NPBの球団に入団した選手としては飛び切りの実績の持ち主として注目された。本人は中日に入団できなかった場合、MLBではプレーせずにオーストラリアで五輪を待つか、もしくは五輪出場を断念してMLBでプレーする方針だったという。中日は前年の1999年にセントラル・リーグ優勝を果たしたが、チーム本塁打数はリーグ5位の120本、チーム打率もリーグ4位の.263と低迷していたため、打線の強化を目指してディンゴを獲得した。当時中日の監督を務めていた星野仙一は、左打者であるディンゴを五番打者として起用し、四番打者のレオ・ゴメス、六番打者の山﨑武司（ともに右打者）とともに左右ジグザグの打線を組む構想を立てていた。またディンゴの本職である捕手には中村武志がいたため、ディンゴは左翼手で起用する方向だったが、シーズン途中で打撃面優先の布陣を組む場合は捕手として起用することも構想していた。五輪出場にあたり、9月11日から最大で同月28日までチームを離れることとなっていたが、本人は五輪参加による戦線離脱までにチームが首位を独走しているような状態にしたいと意欲を語っていた。一方で中日は1999年オフ、FA権の行使を宣言した工藤公康と江藤智の獲得を狙っていたが、中日の現場の本命は江藤であり、工藤は中日のフロントの意思で急遽獲得に乗り出したものの、最終的に中日はどちらも読売ジャイアンツ（巨人）にさらわれた。その後、江藤に代わる大砲候補としてディンゴを獲得していたが、事前調査が性急だった可能性が指摘されている。
同年2月5日に来日し、開幕前から「強竜打線」の主軸打者として大きく期待され、開幕戦から15試合連続でスターティングメンバーとして起用されたものの、日本の投手に適応できず、打率.170と不振に陥り、4月22日に出場選手登録を抹消される。その後は二軍（ウエスタン・リーグ）で調整を続け、オールスターゲーム直前の7月19日に再び出場選手登録されたが、一軍復帰後も3試合で8打数2安打と低迷、オールスター明け最初の試合である同月28日の読売ジャイアンツ（巨人）戦が最後の出場機会となった。翌29日に再び出場選手登録を抹消されたことを受けて退団を申し出、星野ら現場首脳陣も五輪前に再昇格させることは困難であると判断したことから、ディンゴの申し出を了承し、同年8月1日にはダン・カールソンとともに退団が発表された。退団に対し、球団に年俸の一部を返上したいという申し出を行っている。翌2日付でセ・リーグからウェイバー公示され、同日にはオーストラリアへ帰国した。最終的に打率.180、1本塁打、8打点の成績に終わった。捕手としての出場は7月19日の対ヤクルトスワローズ戦（明治神宮野球場）の1試合のみ（7番・左翼で先発後、3回から6回まで捕手として出場）で、本塁打も4月7日に対横浜ベイスターズ戦で横浜スタジアムの右翼席場外に記録した1本のみに終わった。二軍では45試合で打率.342、9本塁打という成績を残している。9月にはシドニーオリンピックの野球オーストラリア代表に選出された。日本戦では黒木知宏から本塁打を記録した。指名打者と一塁手で出場し、13安打で打率.565を記録した。
その後、ボストン・レッドソックスへの入団が決まっていたが、故障のため契約を保留した。2003年に契約を交わしたものの、実際にプレーすることはなく一旦は引退を表明した。
2004年2月9日にアトランタ・ブレーブスとマイナー契約を結んだ。8月にはアテネオリンピックに野球オーストラリア代表に選出された。主に捕手で出場。日本戦では本塁打を打って活躍し、勝利に貢献した。準決勝では、日本を無失点に抑えて勝利しメダル獲得に大きく貢献した。なお、日本代表の監督代理を務めた中畑清の後の話によると、ニルソンは日本時代の経験を生かして日本野球を研究しており、何度やっても勝てると下に見ていたという。10月15日にFAとなった。
2006年3月に同年から開催されたワールド・ベースボール・クラシック（WBC）のオーストラリア代表に選出された。
2010年から、オーストラリアン・ベースボールリーグのブリスベン・バンディッツで監督を務める。同チームでは後に中日入りするドリュー・ネイラーを指導していた。バンディッツの監督としては、2016年から2018年にかけて3年連続でチームを優勝へ導いた。
2018年に行われた日本対オーストラリアの強化試合にコーチとして訪日し、18年ぶりに中日時代の本拠地ナゴヤドームのベンチに入った。この試合には自身が監督を務めるブリスベン・バンディッツに所属する甥のミッチェル・ニルソンがオーストラリア代表に選出され、出場した。6月13日に、豪州野球連盟により、野球オーストラリア代表の監督に就任したことが発表された。
2022年より、北米独立リーグのアメリカン・アソシエーションに所属するレイクカントリー・ドックハウンズのベンチコーチ兼打撃コーチに就任した。
2023年3月に行われたワールド・ベースボール・クラシックでは、オーストラリア代表監督としてベスト8の記録を残した。

## 詳細情報

### 年度別打撃成績
| 年 度    | 球 団    | 試 合 | 打 席 | 打 数 | 得 点 | 安 打 | 二 塁 打 | 三 塁 打 | 本 塁 打 | 塁 打 | 打 点 | 盗 塁 | 盗 塁 死 | 犠 打 | 犠 飛 | 四 球 | 敬 遠 | 死 球 | 三 振 | 併 殺 打 | 打 率 | 出 塁 率 | 長 打 率 | O P S |
| -------- | -------- | ----- | ----- | ----- | ----- | ----- | -------- | -------- | -------- | ----- | ----- | ----- | -------- | ----- | ----- | ----- | ----- | ----- | ----- | -------- | ----- | -------- | -------- | ----- |
| 1992     | MIL      | 51    | 183   | 164   | 15    | 38    | 8        | 0        | 4        | 58    | 25    | 2     | 2        | 2     | 0     | 17    | 1     | 0     | 18    | 1        | .232  | .304     | .354     | .658  |
| 1993     | MIL      | 100   | 340   | 296   | 35    | 76    | 10       | 2        | 7        | 111   | 40    | 3     | 6        | 4     | 3     | 37    | 5     | 0     | 36    | 10       | .257  | .336     | .375     | .711  |
| 1994     | MIL      | 109   | 440   | 397   | 51    | 109   | 28       | 3        | 12       | 179   | 69    | 1     | 0        | 1     | 8     | 34    | 9     | 0     | 61    | 7        | .275  | .326     | .451     | .777  |
| 1995     | MIL      | 81    | 294   | 263   | 41    | 73    | 12       | 1        | 12       | 123   | 53    | 2     | 0        | 0     | 5     | 24    | 4     | 2     | 41    | 9        | .278  | .337     | .468     | .804  |
| 1996     | MIL      | 123   | 516   | 453   | 81    | 150   | 33       | 2        | 17       | 238   | 84    | 2     | 3        | 0     | 3     | 57    | 6     | 3     | 68    | 4        | .331  | .407     | .525     | .932  |
| 1997     | MIL      | 156   | 629   | 554   | 71    | 154   | 33       | 0        | 20       | 247   | 81    | 2     | 3        | 1     | 7     | 65    | 8     | 2     | 88    | 7        | .278  | .352     | .446     | .798  |
| 1998     | MIL      | 102   | 347   | 309   | 39    | 83    | 14       | 1        | 12       | 135   | 56    | 2     | 2        | 2     | 2     | 33    | 1     | 1     | 48    | 12       | .269  | .339     | .437     | .776  |
| 1999     | MIL      | 115   | 404   | 343   | 56    | 106   | 19       | 1        | 21       | 190   | 62    | 1     | 2        | 2     | 4     | 53    | 6     | 2     | 64    | 7        | .309  | .400     | .554     | .954  |
| 2000     | 中日     | 18    | 63    | 61    | 5     | 11    | 2        | 0        | 1        | 16    | 8     | 0     | 0        | 0     | 0     | 2     | 0     | 0     | 16    | 2        | .180  | .206     | .262     | .469  |
| MLB：8年 | MLB：8年 | 837   | 3153  | 2779  | 389   | 789   | 157      | 10       | 105      | 1281  | 470   | 15    | 18       | 12    | 32    | 320   | 40    | 10    | 424   | 57       | .284  | .356     | .461     | .817  |
| NPB：1年 | NPB：1年 | 18    | 63    | 61    | 5     | 11    | 2        | 0        | 1        | 16    | 8     | 0     | 0        | 0     | 0     | 2     | 0     | 0     | 16    | 2        | .180  | .206     | .262     | .469  |

### 記録
NPB
- 初出場・初先発出場：2000年3月31日、対ヤクルトスワローズ1回戦（ナゴヤドーム）、5番・左翼手として先発出場
- 初打点：同上、9回裏に山本樹から一塁ゴロの間に記録
- 初安打：2000年4月1日、対ヤクルトスワローズ2回戦（ナゴヤドーム）、7回裏に伊藤智仁から右前安打
- 初本塁打：2000年4月7日、対横浜ベイスターズ1回戦（横浜スタジアム）、7回表に河原隆一から右越場外3ラン

MLB
- MLBオールスターゲーム出場：1回 （1999年）

### 背番号
- 13 （1992年 - 同年途中）
- 11 （1992年途中 - 1995年）
- 14 （1996年 - 1997年、1999年）
- 7 （1998年）
- 44 （2000年）
- 40（2010年 - ）

### 代表歴
- 2000年オリンピック野球オーストラリア代表
- 2004年オリンピック野球オーストラリア代表
- 2006 ワールド・ベースボール・クラシック・オーストラリア代表